# کارل ورنه
آنتوان چارلز اوراس وِرنِه، معروف به کارل وِرنِه (تلفظ فرانسوی: [kaʁl vɛʁnɛ] (۱۴ اوت ۱۷۵۸ – ۲۷ نوامبر ۱۸۳۶)، نقاش اهل فرانسه، کوچکترین فرزند کلود-ژوزف ورنه و پدر اوراس ورنه بود.

## آثار برگزیده

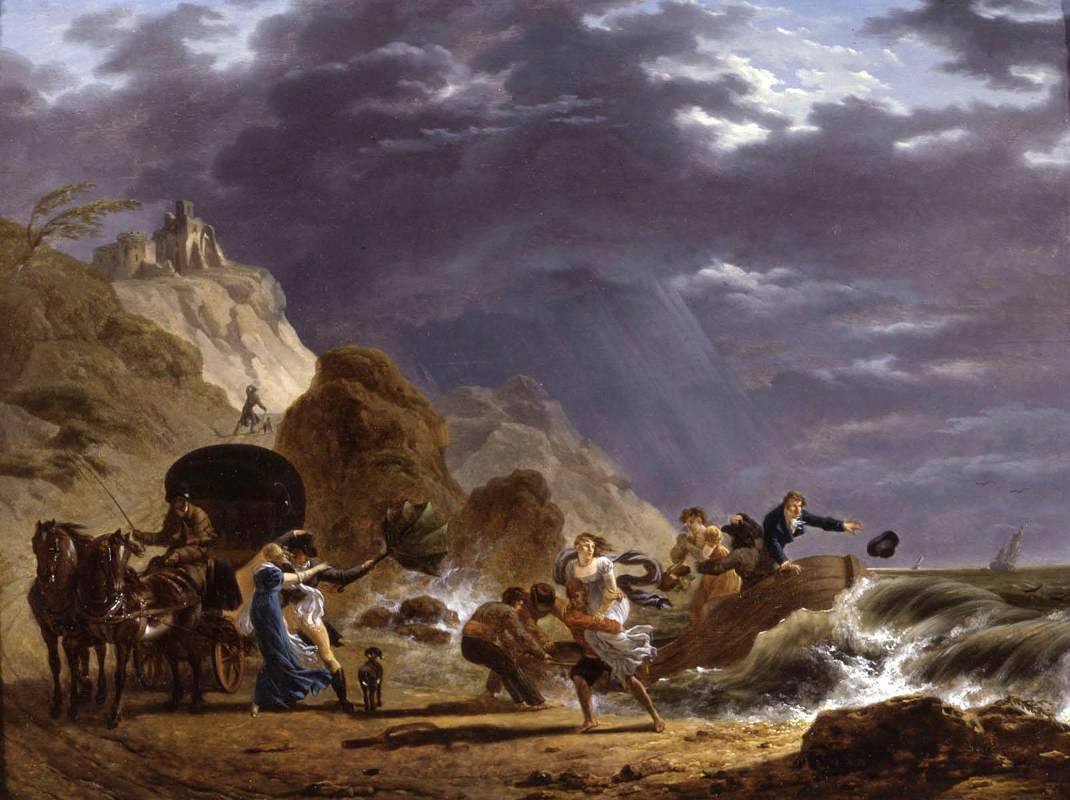
ورود مهاجران به سواحل فرانسه بادوش بری
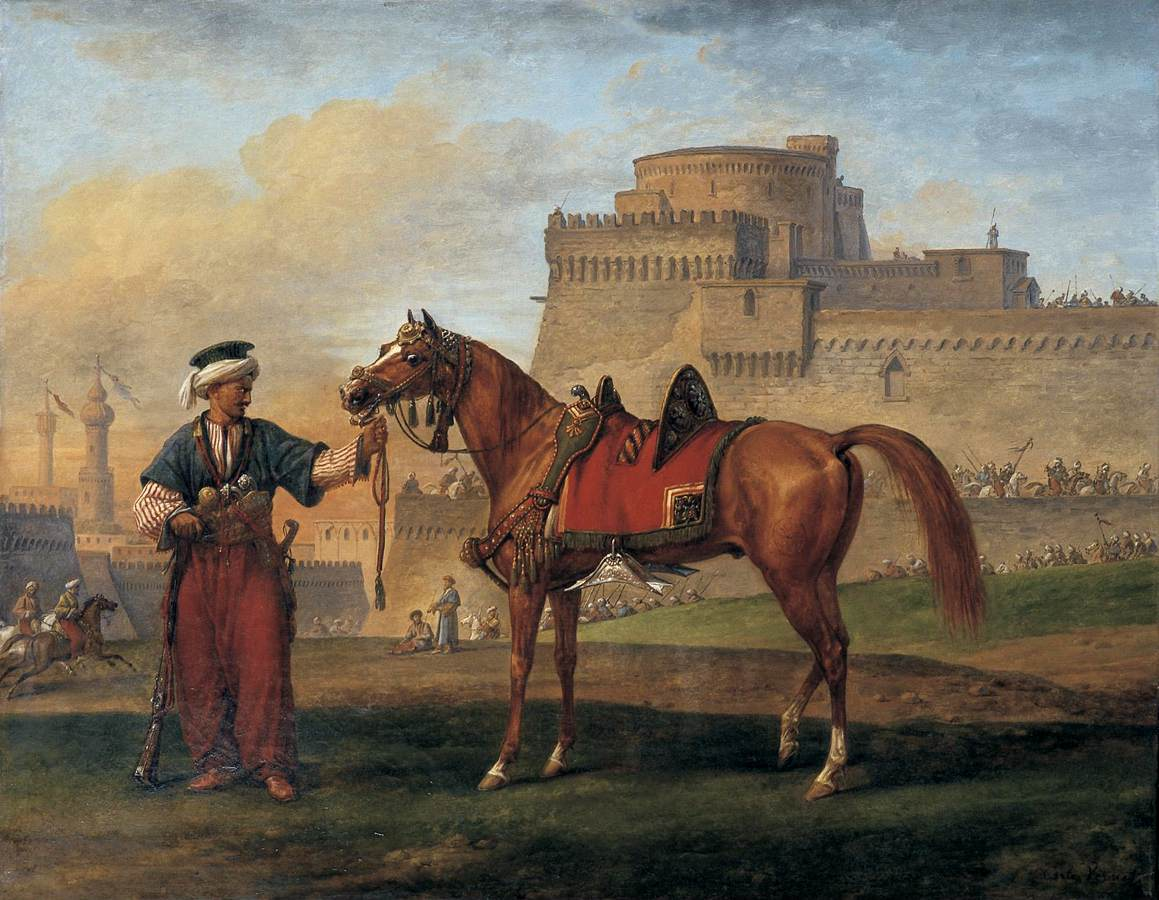
مملوکی که اسب خود را هدایت می کند
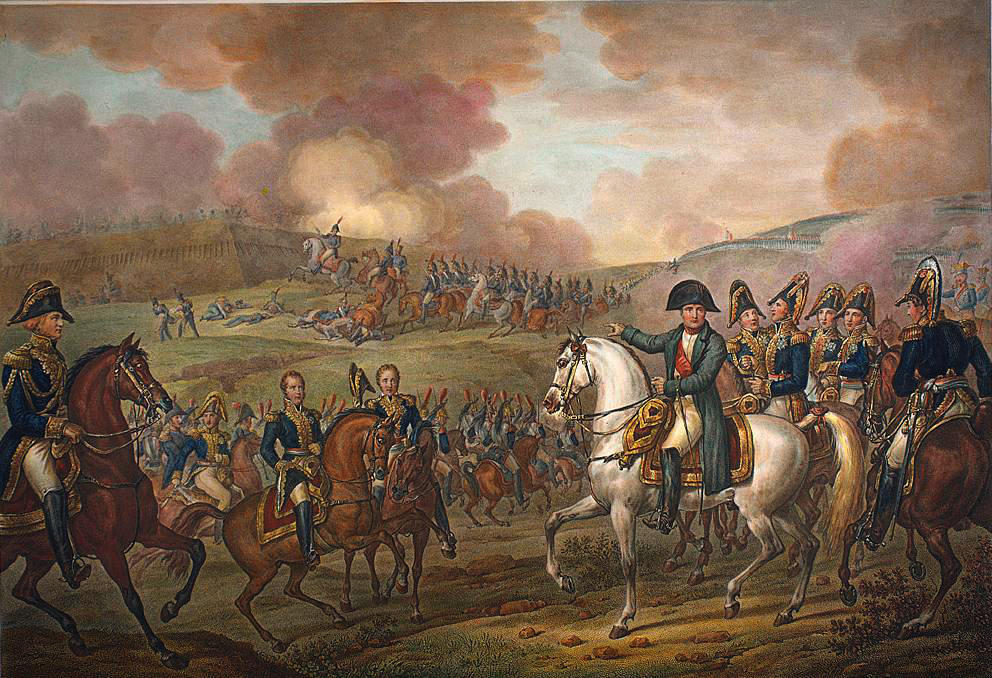
ناپلئون در نبرد بورودینو
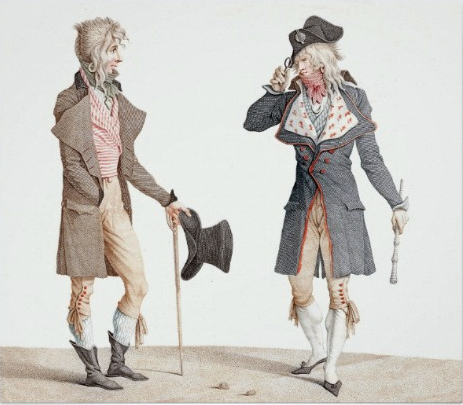
دو شیک پوش فرانسوی، که ممکن است اولین کلاه تاپر ثبت شده باشد